# Ehrenzeichen für hervorragende Leistungen im Brandschutz
Die Medaille Ehrenzeichen für hervorragende Leistungen im Brandschutz war eine staatliche Auszeichnung  der Deutschen Demokratischen Republik (DDR), welche in Form einer tragbaren Medaille verliehen wurde.

## Geschichte
Die Medaille wurde am 10. Februar 1983 in einer Stufe durch den Ministerrat der DDR durch ihren Vorsitzenden Willi Stoph gestiftet. Sie diente zur Würdigung hervorragender Leistungen auf folgenden Gebieten:
- für vorbildlichen Gewährleistungen des Brandschutzes,
- hohe Tapferkeit bei der Brandbekämpfung beim Schutz des Lebens der Bürger der DDR,
- bei der Verhinderung großer Schäden,
- bedeutende Ergebnisse bei der Entwicklung des Brandschutzes in der DDR sowie
- internationale Zusammenarbeit der Brandschutzorgane.

Die Medaille selbst kann nur einmal an ein und dieselbe Person bzw. eines Kollektivs verliehen werden, insbesondere an Angehörige und Kollektive der Feuerwehren. Ferner auch andere Bürger und Kollektive, Einrichtungen und Bürger anderer Staaten. Die erste Verleihung des Ehrenzeichens fand anlässlich des Tages der Volkspolizei am 1. Juli 1984 statt. Neben der Medaille erhielt der Beliehene eine Urkunde sowie eine finanzielle Zuwendung, deren Höhe sich nach seinen Leistungen richtete und nicht explizit geregelt war. Bei Kollektive bis zu 10 Mitgliedern erhielt jedes Kollektivmitglied eine Urkunde nebst Medaille, bei Kollektiven über 10 Personen nur eine Medaille und eine Urkunde. Im Übrigen erhielten sonstige Einrichtungen keine finanziellen Zuwendungen.

## Vorschlagsberechtigung
Die Vorschlagsberechtigung, die zur Verleihung des Ehrenzeichens führen sollten, oblagen dem Stellvertreter des Ministers des Innern, dem Leiter der Hauptabteilung Feuerwehr sowie den Chefs der Bezirksbehörden der Deutschen Volkspolizei. Die dafür nötigen Vorschläge waren von diesem Personenkreis bis zum 1. März eines Jahres bzw. unmittelbar nach der vollbrachten Leistung beim Ministerium des Innern einzureichen. Die letztendliche Entscheidung oblag jedoch beim Minister des Innern und Chef der Deutschen Volkspolizei. Dieser verlieh auch die Medaille, wobei die Verleihungshöchstzahl auf 200 jährlich beschränkt war.

## Aussehen und Tragweise
Die vergoldete Medaille mit einem Durchmesser von 35 mm zeigt auf ihrem Avers auf einer malinofarbenen Innenfläche einen goldfarbenen Feuerwehrhelm vor einer Feuerwehraxt und einem Strahlrohr. Den unteren Rand der Medaille bildet das Staatswappen der DDR das mit goldfarbenem Eichenlaub umlegt ist und über den Rand der Medaille hinausreicht. Die Medaille selbst ist mit goldfarbenem Eichenlaub unterlegt und zeigt die Umschrift: FÜR HERVORRAGENDE LEISTUNGEN IM BRANDSCHUTZ. Das Revers der Medaille ist dagegen glatt. Getragen wurde die Medaille an einer malinoroten pentagonalen Spange, in dem beiderseits eines schwarz-rot-goldenen Saums eingewebt ist an der linken oberen Brustseite. Die Interimsspange entspricht der gleichen Ausführung, zeigt jedoch mittig die Miniatur des Feuerwehrhelmes nebst Feuerwehraxt und Strahlrohr.